# Équipe d'Écosse de rugby à XV au Tournoi britannique 1933
L'équipe d'Écosse a terminé première du Tournoi britannique de rugby à XV 1933 en remportant trois victoires et la triple couronne par la même occasion. 
Cette victoire est la sixième d’une longue série de sept victoires en dix neuf ans dans le tournoi, de 1920 à 1938. 

## Première Ligne
- James Ritchie (3 matchs)
- James Thom (3 matchs)
- Jock Waters (3 matchs)

## Deuxième Ligne
- John Beattie (3 matchs)
- Mark Stewart (3 matchs)

## Troisième Ligne
- J.M. Henderson (3 matchs)
- Bobby Rowand (3 matchs)
- Willie Welsh (3 matchs)

## Demi de mêlée
- Ross Logan (3 matchs)

## Demi d'ouverture
- Kenneth Jackson (3 matchs, 1 essai, 1 drop, 7 points)

## Trois quart centre
- Harry Lind (3 matchs, 1 drop, 4 points)
- Herbert Lorraine (3 matchs)

## Trois quart aile
- Ian Smith (3 matchs, 1 essai, 3 points)

## Arrière
- David Brown (3 matchs)

## Classement
MJ= matchs joués, V= victoires, N = matchs nuls, D= défaites, PP= points pour, PC= points contre, Pts= nombre de points
|                | MJ | V | N | D | PP | PC | Pts |
| -------------- | -- | - | - | - | -- | -- | --- |
| Écosse         | 3  | 3 | 0 | 0 | 22 | 9  | 6   |
| Angleterre     | 3  | 1 | 0 | 2 | 20 | 16 | 2   |
| Irlande        | 3  | 1 | 0 | 2 | 22 | 30 | 2   |
| Pays de Galles | 3  | 1 | 0 | 2 | 15 | 24 | 2   |

## Résultats des matchs
| Le 4 février à Swansea | Galles  | 3 - 11 | Écosse     |
| Le 18 mars à Édimbourg | Écosse  | 3 - 0  | Angleterre |
| Le 1er avril à Dublin  | Irlande | 6 - 8  | Écosse     |

## Points marqués par les Écossais

### Match contrePays de Galles
- Kenneth Jackson (1 essai, 3 points)
- Ian Smith (1 essai, 3 points)

### Match contreIrlande
- Kenneth Jackson (1 drop, 4 points)
- Harry Lind (1 drop, 4 points)